# Euphorbia fischeri
Euphorbia fischeri är en törelväxtart som beskrevs av Ferdinand Albin Pax. Euphorbia fischeri ingår i släktet törlar, och familjen törelväxter.
Artens utbredningsområde är Tanzania. Inga underarter finns listade i Catalogue of Life.